# Esichio il Sinaita
Esichio il Sinaita (VII secolo – VIII secolo) è stato uno ieromonaco ortodosso e teologo bizantino.

## Biografia
Non si sa molto di Esichio, l'autore delle Centurie sulla sobrietà e la virtù. Le più antiche fonti risalgono al XIII secolo; l'unico dato biografico è che sarebbe stato un egumeno del convento di Batos (roveto) sul monte Sinai. Si presume sia vissuto tra la fine del VII e gli inizi dell'VIII secolo in quanto nella sua opera vi sono riferimenti a San Giovanni Climaco (circa 575-650), a San Massimo il Confessore (580–662) e al beato Marco l'eremita (prima metà del V secolo). Si tratta in ogni modo di un Esichio differente da Esichio di Gerusalemme, quest'ultimo vissuto nel V secolo: le citazioni bibliche di Esichio il Sinaita, ma non quelle di Esichio di Gerusalemme, sarebbero infatti in accordo con il Codex Sinaiticus.